# Aichi Kazuo

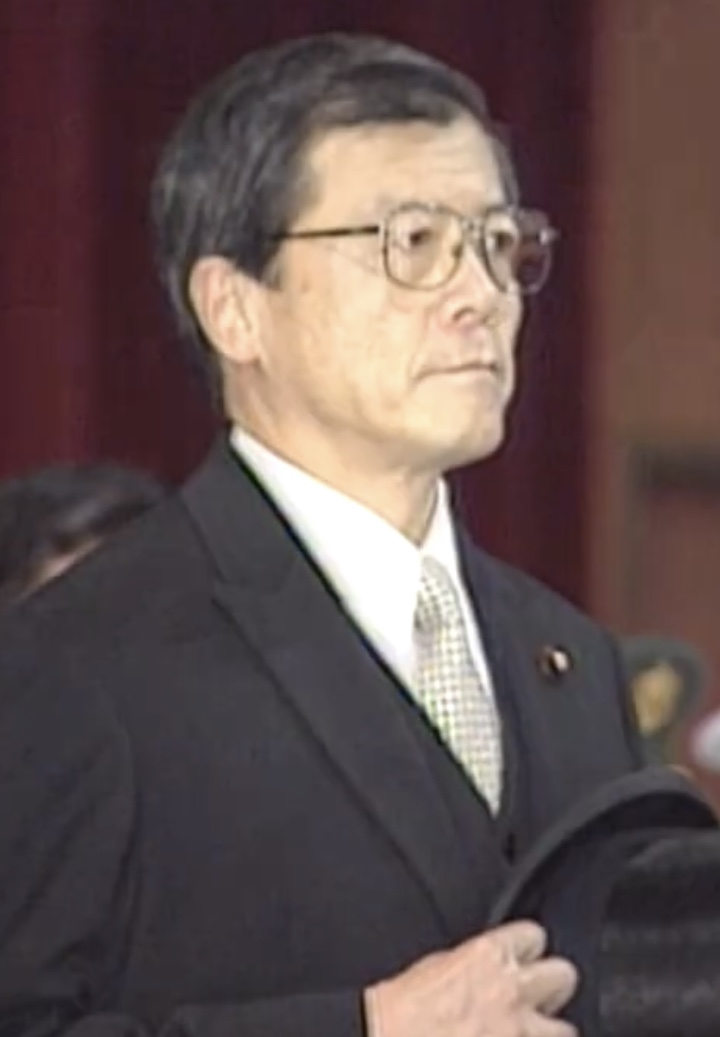
Aichi Kazuo (1993)

Aichi Kazuo (japanisch 愛知 和男; Geburtsname: Nakada Kazuo; * 20. Juli 1937 in Tokio; † 3. Mai 2024 ebenda) war ein japanischer Politiker der Liberaldemokratischen Partei (LDP), der unter anderem zwischen 1990 und 1991 Generaldirektor der Umweltbehörde sowie von 1993 bis 1994 Generaldirektor der Verteidigungsbehörde war.

## Leben
Nakada Kazuo war ein Neffe des Politikers Nakada Kōkichi, der von 1969 bis 1980 als Gouverneur von Toyama fungierte. Nach dem Schulbesuch absolvierte er ein Studium an der Juristischen Fakultät der Universität Tokio und arbeitete nach dessen Abschluss mit einem Bachelor of Laws (LL.B.) 1961 als Angestellter für das Stahlunternehmen Nippon Kōkan tätig. 1964 heiratete er Aichi Nayoko, die einzige Tochter des Politikers Aichi Kiichi, der unter anderem vob 1968 bis 1971 Außenminister und von 1972 bis zu dessen Tod 1973 Finanzminister war. Er nahm daraufhin den Namen seines Schwiegervaters an und hieß fortan Aichi Kazuo.
Am 10. Dezember 1976 für er für die Liberaldemokratischen Partei LDP (Jiyūminshutō) Mitglied des Shūgiin, des Unterhauses des Parlaments (Kokkai), und vertrat in diesem 24 Jahre lang bis zum 2. Juni 2000 den Wahlbezirk „Miyagi 1. Bezirk“. Während seiner langjährigen Parlamentszugehörigkeit schloss er sich innerhalb der LDP verschiedenen Faktionen an und war zunächst Mitglied der Tanaka-Fraktion, der Takeshita-Fraktion (Heisei Kenkyūkai) und schließlich der Haneda-Faktion (Kaikaku Forum 21). Als Nachfolger von Shinya Totsuka wurde er 1979 Generaldirektor der Jugendabteilung der LDP und behielt diese Funktion bis zu seiner Ablösung durch Michihiko Kano 1980. Er war als Nachfolger von Masahisa Aoki von 1986 bis zu seiner Ablösung durch Yasushi Nakamura 1987 Vorsitzender des Bildungsausschusses sowie zeitweilig auch Vorsitzender des Sonderausschusses für Sicherheit des Repräsentantenhauses. 
Im Zuge der Umbildung des zweiten Kabinetts Kaifu übernahm Aichi am 29. Dezember 1990 das Amt als Generaldirektor der Umweltbehörde und bekleidete dieses Amt im Range eines Staatsministers bis zum 5. November 1991. Nachdem er aus der LDP ausgetreten war, wurde er Mitglied der Erneuerungspartei JRP (Shinseitō), übernahm am 2. Dezember 1993 als Nachfolger von Nakanishi Keisuke im Kabinett Hosokawa das Amt als Generaldirektor der Verteidigungsbehörde im Range eines Staatsministers und verblieb in diesem Amt bis zum 28. April 1994. Er wechselte daraufhin zur Neuen Fortschrittspartei NFP (Shinshintō) und war als Nachfolger von Kansei Nakano von 1995 bis zu seiner Ablösung durch Takeshi Noda 1996 Vorsitzender des Politischen Rates der NFP. Nach Auflösung der NFP am 27. Dezember 1997 trat er wieder der LDP bei und war vom 12. September 2005 bis zum 21. Juli 2009 für Tokio noch einmal Mitglied des Shūgiin, wo er sich nunmehr der Nikai-Faktion anschloss. Für seine Verdienste wurde ihm 2010 das Großkreuz des Ordens der Aufgehenden Sonne verliehen.
Sein Sohn ist der Politiker Jirō Aichi, der von 2001 bis 2019 die LDP als Mitglied des Sangiin, des Oberhauses des Parlaments, vertrat.